# Bàsquet als Jocs Olímpics d'Estiu de 2024 - Torneig femení (5x5)
El torneig femení de basquetbol (5x5) als Jocs Olímpics de París 2024 fou la 13a edició de l'esdeveniment femení en unes Olimpíades. El torneig es va disputar entre el 27 de juliol i el 10 d'agost. Els partits de la fase preliminar es van jugar a l'Estadi Pierre Mauroy, mentre que els de la fase final es van disputar al Bercy Arena.
Els Estats Units van guanyar la competició olímpica, després d'imposar-se en una ajustada final a la selecció de França, per 67 a 66. La victòria suposà la 8a medalla d'or olímpica consecutiva per l'equip nord-americà. La medalla de bronze fou per l'equip d'Austràlia, que va guanyar a Bèlgica per 85 - 81 en el partit per la medalla de bronze.

## Format
Els 12 equips seleccionats es van dividir en dos grups de 6 equips cadascun. Cada selecció va jugar contra la resta de seleccions del seu grup. Els 4 primers equips de cada grup van passar als quarts de final. Les guanyadores avançaven cap a les semifinals i finalment hi va haver la final i el partit per la medalla de bronze.

## Classificació
França, com a país amfitriona va aconseguir la primera plaça per participar en els Jocs Olímpics. La primera competició per assignar places al torneig olímpic fou el Campionat del Món de 2022, que es va celebrar del 22 de setembre a l'1 d'octubre a Austràlia. Els Estats Units van aconseguir l'única plaça que es disputava en aquesta competició. Les 10 places restants van sortir dels Tornejos de classificació olímpica per París 2024.
| Mètode de classificació                 | Data                         | Seu    | Places | Equip classificat |
| --------------------------------------- | ---------------------------- | ------ | ------ | ----------------- |
| País amfitrió                           | -                            | -      | 1      | França            |
| Campionat del Món 2022                  | 22 setembre - 1 octubre 2022 | Sydney | 1      | Estats Units      |
| Tornejos de classificació olímpica 2024 | 8 - 11 febrer 2024           | Xi'an  | 2      | Xina              |
| Tornejos de classificació olímpica 2024 | 8 - 11 febrer 2024           | Xi'an  | 2      | Puerto Rico       |
| Tornejos de classificació olímpica 2024 | 8 - 11 febrer 2024           | Anvers | 2      | Bèlgica           |
| Tornejos de classificació olímpica 2024 | 8 - 11 febrer 2024           | Anvers | 2      | Nigèria           |
| Tornejos de classificació olímpica 2024 | 8 - 11 febrer 2024           | Belém  | 3      | Austràlia         |
| Tornejos de classificació olímpica 2024 | 8 - 11 febrer 2024           | Belém  | 3      | Alemanya          |
| Tornejos de classificació olímpica 2024 | 8 - 11 febrer 2024           | Belém  | 3      | Sèrbia            |
| Tornejos de classificació olímpica 2024 | 8 - 11 febrer 2024           | Sopron | 3      | Japó              |
| Tornejos de classificació olímpica 2024 | 8 - 11 febrer 2024           | Sopron | 3      | Espanya           |
| Tornejos de classificació olímpica 2024 | 8 - 11 febrer 2024           | Sopron | 3      | Canadà            |
| TOTAL                                   | TOTAL                        | TOTAL  | 12     |                   |

## Fase de grups
Es van classificar les dues primeres seleccions de cada grup i les 2 millors terceres.

### Grup A
| Posició | País        | J | G | P | PF  | PC  | DP  | Punts |
| ------- | ----------- | - | - | - | --- | --- | --- | ----- |
| 1       | Espanya     | 3 | 3 | 0 | 223 | 213 | +10 | 6     |
| 2       | Sèrbia      | 3 | 2 | 1 | 201 | 184 | +17 | 5     |
| 3       | Xina        | 3 | 1 | 2 | 228 | 229 | -1  | 4     |
| 4       | Puerto Rico | 3 | 0 | 3 | 175 | 201 | -26 | 3     |

| 28 juliol 2024 13:30h | Espanya 90, Xina 89 | Espanya 90, Xina 89 | Espanya 90, Xina 89 | Estadi Pierre Mauroy, Lilla |

| 28 juliol 2024 21:00h | Sèrbia 58, Puerto Rico 55 | Sèrbia 58, Puerto Rico 55 | Sèrbia 58, Puerto Rico 55 | Estadi Pierre Mauroy, Lilla |

| 31 juliol 2024 11:00h | Puerto Rico 62, Espanya 63 | Puerto Rico 62, Espanya 63 | Puerto Rico 62, Espanya 63 | Estadi Pierre Mauroy, Lilla |

| 31 juliol 2024 13:30h | Xina 59, Sèrbia 81 | Xina 59, Sèrbia 81 | Xina 59, Sèrbia 81 | Estadi Pierre Mauroy, Lilla |

| 3 agost 2024 11:00h | Xina 80, Puerto Rico 58 | Xina 80, Puerto Rico 58 | Xina 80, Puerto Rico 58 | Estadi Pierre Mauroy, Lilla |

| 3 agost 2024 13:30h | Sèrbia 62, Espanya 70 | Sèrbia 62, Espanya 70 | Sèrbia 62, Espanya 70 | Estadi Pierre Mauroy, Lilla |

### Grup B
| Posició | País      | J | G | P | PF  | PC  | DP  | Punts |
| ------- | --------- | - | - | - | --- | --- | --- | ----- |
| 1       | França    | 3 | 2 | 1 | 222 | 187 | +35 | 5     |
| 2       | Austràlia | 3 | 2 | 1 | 211 | 212 | -1  | 5     |
| 3       | Nigèria   | 3 | 2 | 1 | 208 | 207 | +1  | 5     |
| 4       | Canadà    | 3 | 0 | 3 | 189 | 224 | -35 | 3     |

| 29 juliol 2024 11:00h | Nigèria 75, Austràlia 62 | Nigèria 75, Austràlia 62 | Nigèria 75, Austràlia 62 | Estadi Pierre Mauroy, Lilla |

| 29 juliol 2024 17:15h | Canadà 54, França 75 | Canadà 54, França 75 | Canadà 54, França 75 | Estadi Pierre Mauroy, Lilla |

| 1 agost 2024 13:30h | Austràlia 70, Canadà 65 | Austràlia 70, Canadà 65 | Austràlia 70, Canadà 65 | Estadi Pierre Mauroy, Lilla |

| 1 agost 2024 17:15h | França 75, Nigèria 54 | França 75, Nigèria 54 | França 75, Nigèria 54 | Estadi Pierre Mauroy, Lilla |

| 4 agost 2024 13:30h | Canadà 70, Nigèria 79 | Canadà 70, Nigèria 79 | Canadà 70, Nigèria 79 | Estadi Pierre Mauroy, Lilla |

| 4 agost 2024 21:00h | Austràlia 79, França 72 | Austràlia 79, França 72 | Austràlia 79, França 72 | Estadi Pierre Mauroy, Lilla |

### Grup C
| Posició | País         | J | G | P | PF  | PC  | DP  | Punts |
| ------- | ------------ | - | - | - | --- | --- | --- | ----- |
| 1       | Estats Units | 3 | 3 | 0 | 276 | 218 | +58 | 6     |
| 2       | Alemanya     | 3 | 2 | 1 | 226 | 220 | +6  | 5     |
| 3       | Bèlgica      | 3 | 1 | 2 | 228 | 228 | 0   | 4     |
| 4       | Japó         | 3 | 0 | 3 | 198 | 262 | -64 | 3     |

| 29 juliol 2024 13:30h | Alemanya 83, Bèlgica 69 | Alemanya 83, Bèlgica 69 | Alemanya 83, Bèlgica 69 | Estadi Pierre Mauroy, Lilla |

| 29 juliol 2024 21:00h | Estats Units 102, Japó 76 | Estats Units 102, Japó 76 | Estats Units 102, Japó 76 | Estadi Pierre Mauroy, Lilla |

| 1 agost 2024 11:00h | Japó 64, Alemanya 75 | Japó 64, Alemanya 75 | Japó 64, Alemanya 75 | Estadi Pierre Mauroy, Lilla |

| 1 agost 2024 21:00h | Bèlgica 74, Estats Units 87 | Bèlgica 74, Estats Units 87 | Bèlgica 74, Estats Units 87 | Estadi Pierre Mauroy, Lilla |

| 4 agost 2024 11:00h | Japó 58, Bèlgica 85 | Japó 58, Bèlgica 85 | Japó 58, Bèlgica 85 | Estadi Pierre Mauroy, Lilla |

| 4 agost 2024 17:15h | Alemanya 68, Estats Units 87 | Alemanya 68, Estats Units 87 | Alemanya 68, Estats Units 87 | Estadi Pierre Mauroy, Lilla |

## Eliminatòries
|  | Quarts de final     | Quarts de final     |                      |           | Semifinals  | Semifinals  |  |  | Final                | Final |
|  |                     |                     |                      |           |             |             |  |  |                      |       |
|  | 7 agost 2024 18:00h |                     |                      |           |             |             |  |  |                      |       |
|  |                     |                     |                      |           |             |             |  |  |                      |       |
|  | Alemanya            | 71                  |                      |           |             |             |  |  |                      |       |
|  | Alemanya            | 71                  | 9 agost 2024 21:00h  |           |             |             |  |  |                      |       |
|  | França              | 84                  |                      |           |             |             |  |  |                      |       |
|  | França              | 84                  | França               | 81        |             |             |  |  |                      |       |
|  | 7 agost 2024 14:30h |                     | França               | 81        |             |             |  |  |                      |       |
|  |                     | Bèlgica             | 75                   |           |             |             |  |  |                      |       |
|  | Espanya             | Bèlgica             | 75                   | 66        |             |             |  |  |                      |       |
|  | Espanya             |                     | 11 agost 2024 15:30h | 66        |             |             |  |  |                      |       |
|  | Bèlgica             | 79                  |                      |           |             |             |  |  |                      |       |
|  | Bèlgica             | 79                  | França               | 66        |             |             |  |  |                      |       |
|  | 7 agost 2024 21:30h |                     | França               | 66        |             |             |  |  |                      |       |
|  |                     | Estats Units        | 67                   |           |             |             |  |  |                      |       |
|  | Nigèria             | Estats Units        | 67                   | 74        |             |             |  |  |                      |       |
|  | Nigèria             | 9 agost 2024 17:30h |                      | 74        |             |             |  |  |                      |       |
|  | Estats Units        | 88                  |                      |           |             |             |  |  |                      |       |
|  | Estats Units        | 88                  | Estats Units         | 85        | Tercer lloc | Tercer lloc |  |  |                      |       |
|  | 7 agost 2024 11:00h |                     | Estats Units         | 85        | Tercer lloc | Tercer lloc |  |  |                      |       |
|  |                     | Austràlia           | 64                   |           |             |             |  |  |                      |       |
|  | Sèrbia              | Austràlia           | 64                   | 67        | Bèlgica     | 81          |  |  |                      |       |
|  | Sèrbia              |                     |                      | 67        | Bèlgica     | 81          |  |  |                      |       |
|  | Austràlia           | 85                  |                      | Austràlia | 85          |             |  |  |                      |       |
|  | Austràlia           | 85                  |                      |           | 85          |             |  |  |                      |       |
|  |                     |                     |                      |           |             |             |  |  | 11 agost 2024 11:30h |       |
|  |                     |                     |                      |           |             |             |  |  |                      |       |